# Lars Bo Kaspersen
Lars Bo Sommerfeldt Kaspersen (født 24. juni 1961) er cand.scient.soc., Ph.d., MA, professor i politik, historie og sociologi på Institut for Ledelse, Politik og Filosofi (Management, Politics, and Philosophy), Copenhagen Business School. Han var fra maj 2011 professor i Politisk sociologi og komparativ politik ved Institut for Statskundskab, Københavns Universitet. Fra maj 2011 til september 2016 var han institutleder sammesteds. Indtil maj 2011 var Kaspersen institut- og centerleder ved International Center for Business and Politics ved Copenhagen Business School. Tidligere var Lars Bo Kaspersen adjunkt på Statskundskab på Aarhus Universitet og lektor på Sociologisk Institut, Københavns Universitet. Han har tidligere opholdt sig ved en række udenlandske universiteter herunder University of Sussex, University of California, Santa Barbara, University of Southampton, Birkbeck College, London, Stanford University og på Yale University.
Lars Bo Kaspersen har en omfattende produktion af artikler og bøger bag sig: "Anthony Giddens – en introduktion til en samfundsteoretiker" og medredaktør af "Klassisk og moderne samfundsteori" og "Klassisk og moderne politisk teori". Han modtog i 2018 Gyldendals Formidlingspris sammen med professor Heine Andersen for "Klassisk og moderne samfundsteori" (1996), som er solgt i næsten 100.000 eksemplarer på dansk, svensk og engelsk. Udgivelsen af "Klassisk og Moderne politisk teori førte i 2009 til tildelingen af Sven Henningsen-prisen. I 2008 udkom bogen "Danmark i verden" på Hans Reitzels Forlag. Bogen er en relationel analyse af den danske stats udvikling fra 1815 til i dag. Bogen er en kritisk analyse af demokratiets tilstand efter årtusindskiftet. Han har sammen med Jeppe Strandsbjerg redigeret bogen "Does War Make States? Investigations of Charles Tilly's Historical Sociology" (2017, Cambridge University Press). Senest har han sammen med Lektor Liv Egholm redigeret bogen "Civil Society: Between Conceptps and Empirical Grounds" (2021, Routledge). Han er også forfatter til "Warfare, Survivall Units, and Citizenship" (2021, Routledge).
Han forsker i relaterede problemstillinger af socialteoretisk og politisk teoretisk karakter. Særlig de europæiske statsdannelsesprocesser i et historisk sociologisk og komparativt perspektiv, nye internationaliseringsprocesser, civilsamfundsudvikling, statsteori, de nordiske velfærdsstater, forholdet mellem krig og social forandring og forholdet mellem politiske organisationer og rum har hans interesse. Han er co-director af et forskningsprojekt (Civilsamfundet i statens skygge) finansieret af Carlsbergfondet og Kulturministeriet. Projektet løb til 2019. I 2020 bbmodtog han et "Monograph Fellowship"
fra Carlsberg Fondet medhenblik på at skrive bogen om "Den eksperimenterende velfærdsstat".
Social teoretisk er Kaspersen inspireret af relationel teori som Norbert Elias' socialteori og i en vis udstrækning fransk strukturalisme og poststrukturalisme. Desuden er han inspireret af Aristoteles, Hobbes, Montesquieu, Hegel, Marx, Weber og Durkheim.
Lars Bo Kaspersen er ofte i medierne som kommentator og analytiker og er foredragsholder.
Inden forskerkarrieren var Kaspersen en særdeles aktiv bordtennisspiller og var træner igennem en årrække. Han var bl.a. cheftræner i Vig Bordtennisklub, træner for Taastrup IK's 1. holdstrup, unionstræner, træner for danske ungdomslandshold m.m. Han arbejdede desuden som konsulent for Dansk Bordtennisunion i 4 år og var formand for DBTU's uddannelsesudvalg i 5 år.